# ボール箱
「ボール箱」（ボールばこ、The Cardboard Box）は、イギリスの小説家、アーサー・コナン・ドイルによる短編小説。シャーロック・ホームズシリーズの一つで、56ある短編小説のうち14番目に発表された作品である。イギリスの「ストランド・マガジン」1893年1月号、アメリカの「ハーパーズ・ウィークリー」1893年1月14日号に発表。イギリスでは1917年発行の第4短編集『シャーロック・ホームズ最後の挨拶』(His Last Bow) に、アメリカでは 1894年発行の第2短編集『シャーロック・ホームズの思い出』(The Memoirs of Sherlock Holmes) に収録された。

## あらすじ
ある朝、ホームズは新聞に奇妙な事件の記事を見つけた。それによるとクロイドンに住むスーザン・クッシングという独身女性のところに、切り取られた人間の耳が2つ、ボール箱に入れられて小包で送りつけられたという。差出人は不明だが、消印はベルファストのものであった。スーザンは昔、3人の医学生に部屋を貸したことがあったのだが、それらの素行が悪いため追い出したことがあり、そのうちの誰かが仕返しのために解剖用の死体から耳を切って送ったとも考えられた。いたずらか事件なのかは不明であったが、ホームズはレストレード警部から、差出人が全く分からないので手伝ってほしいとの依頼を受け、調査に乗り出す。
スーザンの家を訪れたホームズは、小包を念入りに調べた。その宛先は「S・クッシング様」と書かれている。それはタールを染み込ませた麻紐でしばってあった。スーザンは紐をはさみで切っていたので結び目が残されており、それが特殊な結び方だったのをホームズは指摘した。黄色いボール箱自体はタバコが入っていたごく普通のもので、粗悪な塩に包まれた2つの耳は、大きさから考えて男女1人ずつのものだった。そして防腐処置されていないので、解剖用の死体からは切られていないと断言した。
ホームズはその小包を調べたあと、スーザン・クッシングの部屋に飾ってあった写真から、彼女に妹が2人いることを知った。スーザンが長女でその下はセアラ、末妹はメアリだという。セアラは独身で、8ケ月前からスーザンのところに寄宿していたのだが、気難しいセイラに愛想をつかしたスーザンによって2ケ月前に家から追い出されていた。メアリは船乗りブラウナーと結婚して、リバプールに住んでいる。そしてホームズは、スーザン・クッシングの顔をまじまじと見つめて、何かに気付いた様子だった。次にホームズはセアラの家を訪れたのだが、ちょうど往診に来ていた医者から、彼女は重度の脳炎なので面会できないと言われた。またメアリたちは数日前から旅行で不在らしい。これまでの調査から、ホームズはレストレード警部に電報を送り、犯人を捕らえるよう依頼した。
犯人としてメアリの夫ブラウナーが連れてこられた。彼は船員であるが数日前から精神を病んでいて、船長の命令で船室に閉じ込められていたらしい。ホームズの手から逃れられないと悟ったブラウナーは、事件について語り始めた。彼とメアリが結婚したあと、しばらくは幸せな暮らしができた。そのうちに姉のセアラが遊びに来るようになり、やがて一緒に住むようになった。そしてセアラの男友達アレックも、ひんぱんに来るようになった。アレックは好感が持てる男だったので、ブラウナー夫妻とも親密になった。やがて妻メアリがアレックとねんごろになった。怒ったブラウナーは、アレックに二度と家に来るなと警告し、セアラにはこんなことが再発したなら相手の耳を切ってやると言った。セアラはすぐに家を出て行った。
事件の起きた日は、ブラウナーの乗る船が急な修理のため、半日余りの予定外の自由時間ができた。メアリに会いたくなったブラウナーは家に向かったが、その途中で彼女とアレックが一緒に馬車に乗っているのを見つけた。馬車を追いかけて駅に着いたブラウナーは、彼女たちと同じ汽車に乗りボート乗り場に着いた。
逆上するブラウナーのボートは、2人の乗ったボートを追いかけた。暑い日で水面にはもやがかかり、周りのボートの人々からは見えなかったので、ブラウナーはアレックを殴り殺した。死体にすがりつくメアリも殺した。2人の耳を切り落とした後で、死体はボートに縛り付けて底板を外して沈めた。ボート屋では、もやで方角が分からなくなり、2人はどこか他の場所に上陸したと思うだろう。こうしてブラウナーは、小包に耳を入れてセアラに送ったのだ。しかしセアラは住所を変えていたので、「S・クッシング」と書かれた小包は、スーザンが受け取ってしまった。ホームズは、小包に使われた麻紐とその結び方から、犯人は船に関係する者と考え、被害者は切られた耳の形からスーザン姉妹の誰かだと推測していた。セアラは新聞で耳が送られた記事を読み、脳炎で寝込んでいたので、被害者はメアリに違いない。こうして捕まえられたブラウナーは、殺した2人の亡霊が現れるので独房には入れないでくれ、と懇願するのだった。

## 「ボール箱」が収録されている短編集
「ボール箱」はその内容が不倫を取り扱ったものであり、当時の倫理観とは相容れないものであった。そのため、風紀を乱すと考えたドイル自身によって削除され、イギリスで発行された第2短編集『シャーロック・ホームズの思い出』には収録されなかった。アメリカでハーパー社から刊行された『シャーロック・ホームズの思い出』の初版には収録されていたが、ドイルの注文によって回収され、「ボール箱」を削除した第2版が発行された。その後、社会の倫理観の変化などもあってドイルが許可を出し、1917年の第4短編集『シャーロック・ホームズ最後の挨拶』に収録された。日本語版にもこの混乱が影響を与え、出版社によって異なる短編集に収録されている。
「ボール箱」の冒頭、ホームズがワトスンの些細な動作からその心中を解析して見せるくだりは、版によっては「入院患者」に転載されている。これは「ボール箱」を削除した際に、この場面を惜しんだドイルが「入院患者」へ「入院」させたことによる。このため、アメリカのオムニバス版では「ボール箱」と「入院患者」の両方に同じ場面が存在する。

## ドラマ版の演出
グラナダ版TVドラマシリーズでは「ボール箱」事件が起きたのは真冬となっている。クッシング邸に送りつけられたボール箱はクリスマスプレゼントに紛れ込んでいて、知らずに開けた家人を驚愕させた。また殺害されたメアリとアレックは凍結した湖の中から氷漬けの状態で発見される。
ちなみにホームズ役のジェレミー・ブレットの発病と死去により、この「ボール箱」が最後の回となった（ジェレミー・ブレット#双極性障害の悪化）。結果的にシリーズ全体の締めくくりとなったのは「この悲劇と暴力と恐怖の連環は何を意味するのだろうか? 宇宙の目的がここにあるはずだが、我々はその答えにたどり着けない」(概要)。ドイルの原作から採用されたホームズの哲学的な台詞である。